# Groene veldschildwants
De groene veldschildwants (Palomena viridissima) is een wants uit de familie Pentatomidae.   

## Uiterlijk
De wantsen zijn 11 tot 14 millimeter lang. De groene veldschildwants (de soortaanduiding virdissima betekent helgroen) lijkt sterk op de groene schildwants (Palomena prasina). Beide zijn groen gekleurd en in de herfst verkleuren ze naar olijfbruin, vaak met een paarse glans. Na overwintering worden de wantsen weer groen. Bij beide soorten is het scutellum van dezelfde kleur als de lichaamskleur. 
De rand van het halsschild (pronotum) van de groene veldschildwants is aan de voorkant convex gebogen (naar buiten toe, iets bol). Bij de groene schildwants is de rand van het halsschild concaaf gebogen (naar binnen toe, iets hol). Het tweede segment van de antenne van de groene veldschildwants is 1,6 tot 2 keer zo lang als het derde segment. Bij de groene schildwants zijn deze twee segmenten van ongeveer dezelfde lengte. 
De jonge nimfen van beide soorten zijn moeilijk uit elkaar te houden.

## Verspreiding en habitat
De soort is wijdverspreid in Midden-Azië en Europa, met uitzondering van de Britse eilanden en het noorden van Scandinavië. In Duitsland komt hij vooral in het zuiden voor, maar daar is hij toch veel zeldzamer dan de groene schildwants. In Noord-Duitsland is de wants slechts sporadisch aanwezig.

## Leefwijze
Net als de groene schildwants leeft de groene veldschildwants in veel verschillende soorten habitats. Ze zijn in het bijzonder te vinden in de kruidachtige laag, doch zelden op loofbomen. De soort is polyfaag en voedt zich met diverse planten. De volwassen wants overwintert.

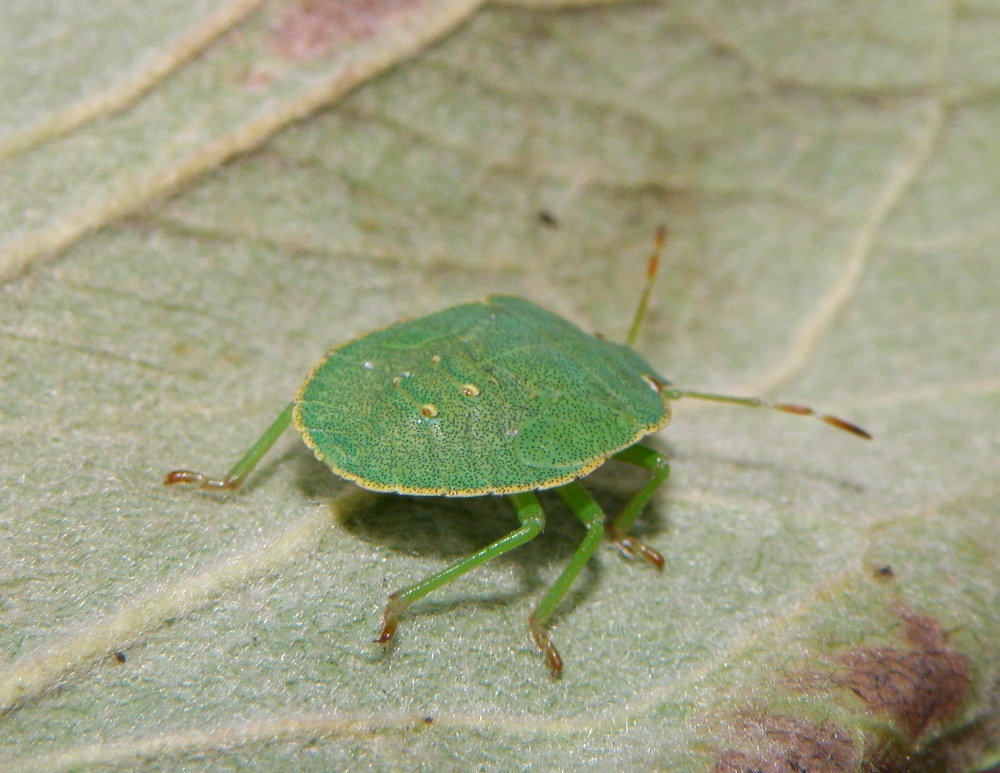
Groene veldschildwants als nimf